# Xã Cottleville, Quận St. Charles, Missouri
Xã Cottleville (tiếng Anh: Cottleville Township) là một xã thuộc quận St. Charles, tiểu bang Missouri, Hoa Kỳ. Năm 2010, dân số của xã này là 23.534 người.